# Живко Јаћимовић
Живко Јаћимовић (1878−1945) био је познати драгачевски каменорезац из Пухова. Родоначелник и најзначајнији представник пуховске каменорезачке школе.

## Живот
Потомак досељеника из Сјенице. Не зна се где се обучавао каменорезу. Споменике је клесао од 1900. године до почетка Другог српског рата по Доњем Драгачеву, чачанским и пожешким селима.

## Дело
Споменике је израђивао од пуховског пешчара, на којима је приказивао ликове ратника, стаменог стаса и изражајног лица. Строго је пазио на реалистично приказивање униформе.
Осим крстова и других хришћанских симбола, на боковима споменика приказивао је стилизовано цвеће, винову лозу са голубовима који зобљу грође, пољопривредне и занатске алатке.
Другу форму представљају споменици у облику вертикалне плоче надвишене крстом, насађене на постоља у форми храма. Изнад епитафа је лучно надсвође које се продужава у стилизовани крст.
Надгробне натписе, са бројним подацима о покојницима, урезивао је изврсно клесаним словима, уносећи у њих поетске исказе. Ратницима је величао подвиге, посебно онима који су учествовали у Балканским ратовима и поставили „границу велике Србије и Македоније”.
Текстове је урезивао читким, правилним словима ванредне лепоте. На споменицима се потписивао:
Писо Живко Јаћимовић из Пухова

## Епитафи
Натписе је започињао уобичајеним дозивима:
Ој, Србине брате и Српкиње миле сеје,
приђите ближе!
На крајпуташким обележјима:
Кости су ми на даљини,
а спомен ми у близини.
А својој првој жени, коју је искрено ожалио:
Од жалости једва дишем
кад ти овај спомен пишем.
Тебе крије гробна тама,
а ја живим у сузама.
Споменик Добросаву Чубрићу (+1913) (Горачићи - Петковића гробље)
ДОБРОСАВ Чубрић
војник II чете III бат.
10 пука шумадинске дивизије.
Пред овим ладним спомеником
а под овом плочом
лежи тело дичне младости
велике жалости
ДОБРОСАВ ЧУБРИЋ
из Горачића
бивши као регрут у Приштини
разболи се и дође кући на боловање
и умре код своје куће
24 вебруара 1913 г.
Бог да му душу прости.
Споменик овај подиже му
његова ожалошћена мајка
Станојка у 1919 г.
Писо Живко Јаћимовић
из Пухова.